# Parasemia albulae
Parasemia albulae là một loài bướm đêm thuộc phân họ Arctiinae, họ Erebidae.